# Шустерман, Лариса Николаевна
Лариса Николаевна Шустерма́н (укр. Лариса Миколаївна Ковальчук, ур. Ковальчук; род. 24 марта 1941) — Заслуженный мастер народного творчества Украины, профессионально занимается вышивкой картин гладью.

## Биография
Родилась 24 марта 1941 года в городе Котовске Одесской области.
Закончила художественно-графический факультет Одесского педагогического института имени К. Д. Ушинского по специальности «инженер-преподаватель производственного обучения».
Много лет работала преподавателем автомобильного дела, затем директором автошколы.
Вышиванием занимается свыше 20 лет. За это время художница выполнила более 180 работ — натюрмортов, пейзажей, портретов, религиозной вышивки, цветочных композиций, изображений животных. Живёт и работает в Немешаево.

## Персональные выставки
Автор множества работ, участник выставок, из них 52 персональных c 1991 года. Картины Шустерман Л. Н. демонстрировались на выставках на Украине и за границей, они также находятся в частных коллекций почитателей искусства вышивки на Украине, в Греции, Австрии, США, Германии, Италии, России.
Постоянные выставки вышивок Шустерман Л. Н. находятся в Киеве, в главном корпусе Европейского университета, в Кировоградском областном художественном музее и Национальном музее литературы в Киеве.
Победительница конкурса седьмой международной выставки «Ткани. Нитки. Фурнитура 2005».

## Награды
- Заслуженный мастер народного творчества Украины[9].
- Гран-при 2- го Всеукраинского конкурса «Вышивка. Авторское рукоделие» за мастерство исполнения картины «Букет на фоне пейзажа» — вышивка крестом[8].